# Samlemuffe
En samlemuffe er en elektrisk klemmeforbindelse lavet af plast og lidt metal til at samle ledninger i, som anvendes i store mængder i nye, såvel som gamle huse overalt i verden. Samlemuffer har været brugt lige så lang tid, som elektriciteten har været fremme, og det er derfor forståeligt nok, at der i nyere tid er blevet kigget på designet og brugervenligheden. 
Mange firmaer har udviklet teknikker, som blandt andet muliggør en samling af to eller flere ledninger med én hånd og blot et klik. Andre firmaer har koncentreret sig mere om udviklingen inden for, hvad samlemuffen skulle kunne klare, og derfor er der i dag mulighed for at samle helt op til 400 kilovoltsledninger med en enkelt muffe – de største nuværende højspændingsledninger i Danmark.